# Anacampseros scopata
Anacampseros scopata är en tvåhjärtbladig växtart som beskrevs av G. Williamson. Anacampseros scopata ingår i släktet Anacampseros och familjen Anacampserotaceae. Inga underarter finns listade i Catalogue of Life.